# Gordon Kidd Teal
Gordon Kidd Teal (10 de janeiro de 1907 — 7 de janeiro de 2003) foi um engenheiro e inventor estadunidense. Ele inventou o processo de Czochralski para produzir monocristais de germânio extremamente puros, usados na fabricação de transistores muito aprimorados. Ele, junto com Morgan Sparks, inventou uma modificação do processo que produziu a configuração necessária para a fabricação de transistores de junção bipolar. Ele é mais lembrado por desenvolver o primeiro transistor de silício enquanto estava na Texas Instruments.

## Bell Labs
Teal ingressou na Bell Labs em 1930 e permaneceria empregado lá por 22 anos. Durante seu tempo lá, ele continuou a trabalhar com germânio e silício. Quando o grupo de William Shockley no Bell Labs inventou o transistor em 1947, Teal percebeu que melhorias substanciais no dispositivo resultariam se ele fosse fabricado usando um único cristal, ao invés do material policristalino então sendo usado, e criou o a junção técnica de cristal único.

## Texas Instruments
Em 1952, a Texas Instruments, sediada em Dallas, comprou uma licença para produzir transistores de germânio da Western Electric, o braço de fabricação da AT&T, e colocou um anúncio no New York Times de um diretor de pesquisa. Teal, sentindo saudades de sua cidade natal, Dallas, respondeu e foi contratado por Patrick E. Haggerty. Teal começou na TI como vice-presidente assistente em 1º de janeiro de 1953, trazendo com ele toda a sua experiência no cultivo de cristais semicondutores. Haggerty o contratou para estabelecer uma equipe de cientistas e engenheiros para manter a TI na vanguarda da nova indústria de semicondutores em rápida expansão. A primeira tarefa de Teal foi organizar o que se tornou o Central Research Laboratories (CRL) da TI.